# Comesperma
Comesperma es un género de arbustos, hierbas y lianas perteneciente a la familia  Polygalaceae. El género es endémico de  Australia.

## Especies seleccionadas
- Comesperma acerosum Steetz
- Comesperma aphyllum Benth.
- Comesperma breviflorum Pedley
- Comesperma calcicola Keighery
- Comesperma calymega Labill.
- Comesperma ciliatum Steetz
- Comesperma confertum Labill.
- Comesperma defoliatum F.Muell.
- Comesperma drummondii Steetz
- Comesperma ericinum DC.
- Comesperma esulifolium (Gand.) Prain
- Comesperma flavum DC.
- Comesperma griffinii Keighery
- Comesperma hispidulum Pedley
- Comesperma integerrimum Endl.
- Comesperma lanceolatum Benth.
- Comesperma nudiusculum DC.
- Comesperma oblongatum (Benth.)
- Comesperma pallidum Pedley
- Comesperma patentifolium F.Muell.
- Comesperma polygaloides F.Muell.
- Comesperma praecelsum F.Muell.
- Comesperma retusum Labill.
- Comesperma rhadinocarpum F.Muell.
- Comesperma scoparium J.Drumm.
- Comesperma secundum DC.
- Comesperma sphaerocarpum Steetz
- Comesperma spinosum F.Muell.
- Comesperma sylvestre Lindl.
- Comesperma virgatum Labill.
- Comesperma viscidulum F.Muell.
- Comesperma volubile Labill.
- Comesperma xanthocarpum Steud.